# ميشائيل لاهود
ميشائيل لاهود (بالإنجليزية: Michael Lahoud)‏ (15 سبتمبر 1986 بفريتاون في سيراليون - ) هو لاعب كرة قدم سيراليوني في مركز الوسط. شارك مع منتخب سيراليون لكرة القدم. أما مع النوادي، فقد لعب مع فيلادلفيا يونيون ونادي شيفاز يو إس أي ونيويورك كوسموس وNew York Cosmos (2010) ‏ وSalem City FC ‏.

## روابط خارجية
- ميشائيل لاهود على موقع الدوري الأمريكي (الإنجليزية)
- ميشائيل لاهود على موقع قاعدة بيانات كرة القدم.إي يو (الإنجليزية)
- ميشائيل لاهود على موقع ناشيونال فوتبول تيمز (الإنجليزية)
- ميشائيل لاهود على موقع Soccerway.com (الإنجليزية)
- ميشائيل لاهود على موقع عالم كرة القدم.نت (الإنجليزية)
- ميشائيل لاهود على موقع AS.com (الإسبانية)